# Plats
Plats ist eine französische Gemeinde mit 836 Einwohnern (Stand: 1. Januar 2022) im Département Ardèche in der Region Auvergne-Rhône-Alpes. Die Gemeinde gehört zum Arrondissement Tournon-sur-Rhône und zum Kanton Tournon-sur-Rhône. Die Einwohner werden Platous und Platouses genannt.

## Geographie
Plats liegt etwa 80 Kilometer südlich von Lyon. Umgeben wird Plats von den Nachbargemeinden Saint-Barthélemy-le-Plain im Norden und Nordwesten, Tournon-sur-Rhône im Nordosten, Mauves im Osten und Nordosten, Glun im Osten, Saint-Romain-de-Lerps im Süden und Südosten, Saint-Sylvestre im Süden und Südwesten sowie Colombier-le-Jeune im Westen.

## Bevölkerungsentwicklung
| Jahr                       | 1962 | 1968 | 1975 | 1982 | 1990 | 1999 | 2006 | 2013 | 2020 |
| Einwohner                  | 384  | 350  | 321  | 381  | 443  | 509  | 708  | 820  | 843  |
| Quellen: Cassini und INSEE |      |      |      |      |      |      |      |      |      |

## Sehenswürdigkeiten
- Kirche Notre-Dame-de-la-Nativité
- Schloss Suzeux

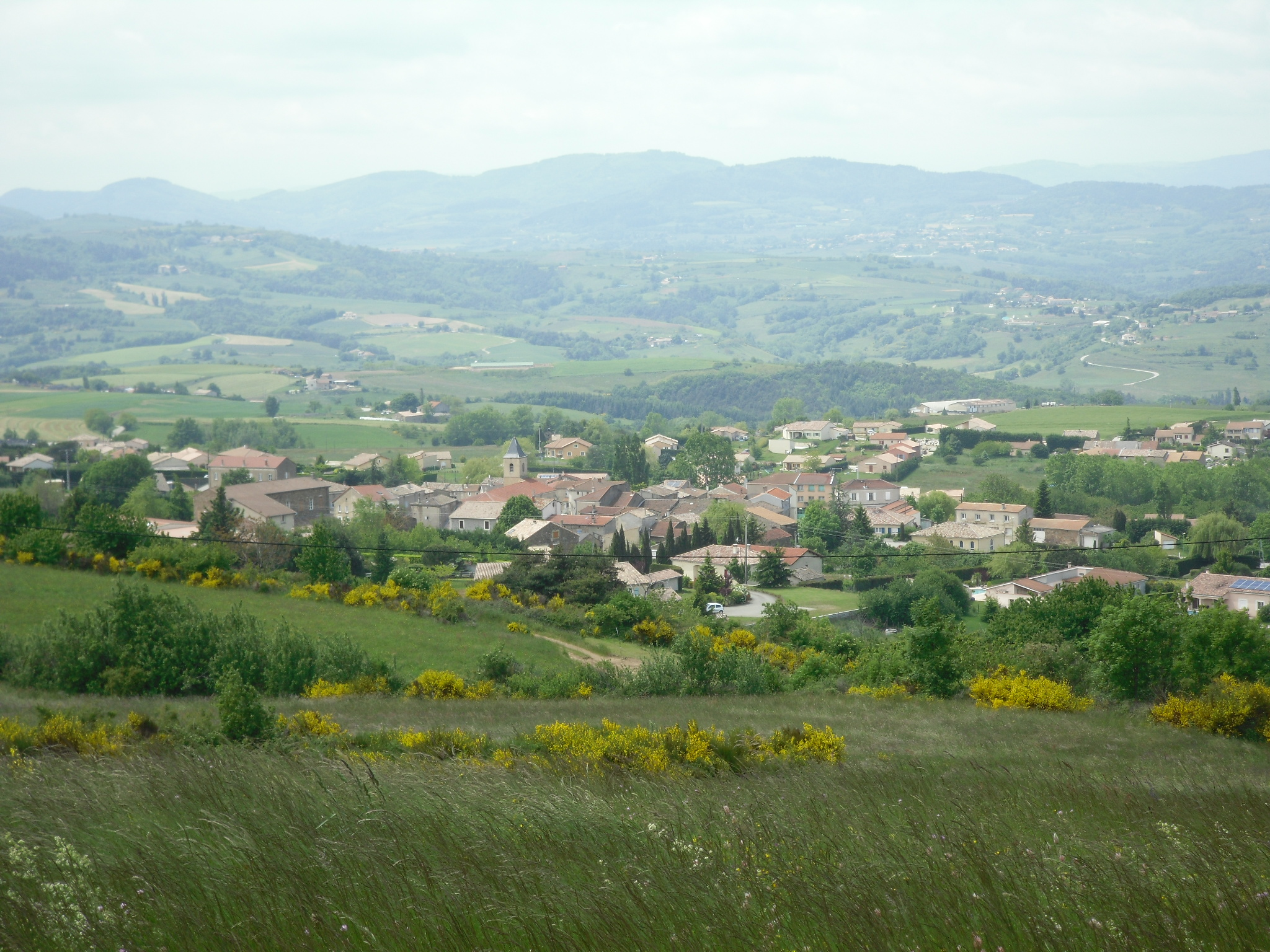
Blick auf Plats
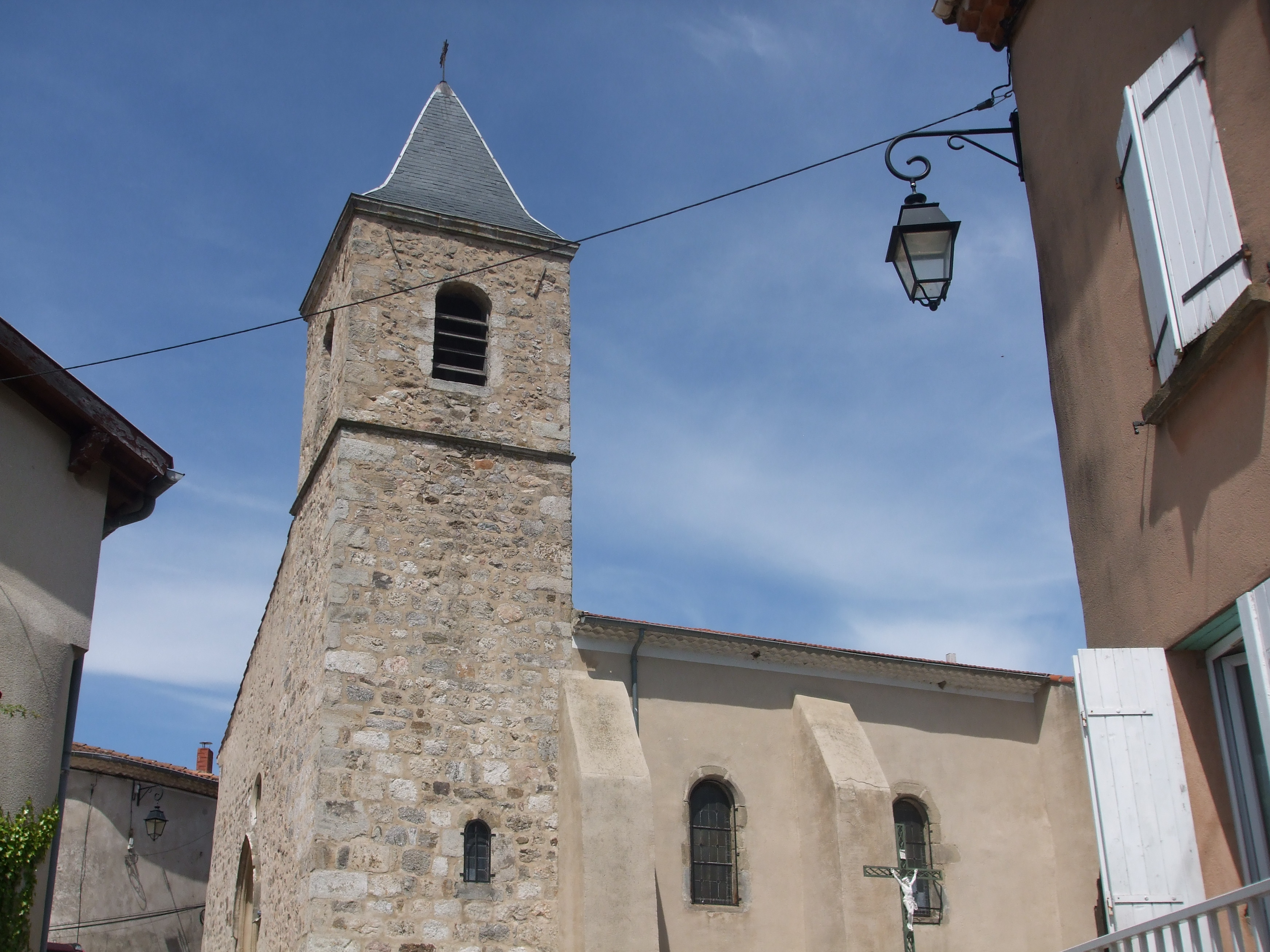
Kirche Notre-Dame-de-la-Nativité